# Archytas frenguellii
Archytas frenguellii är en tvåvingeart som först beskrevs av Blanchard 1941.  Archytas frenguellii ingår i släktet Archytas och familjen parasitflugor. Inga underarter finns listade i Catalogue of Life.